# Kuc gotlandzki
Kuc gotlandzki (szw. Gotland Russ) lub Skogsruss – rasa kuców pochodząca z wyspy Gotlandia, która znajduje się przy południowo-wschodnim wybrzeżu Szwecji. Obecnie rasa jest poddawana selekcji hodowlanej na Półwyspie Skandynawskim. Za bliskiego krewnego kuców gotlandzkich uważany jest koń z pobliskiej wyspy Olandii, który wyginął w I połowie XX wieku. Kuca gotlandzkiego określa się również mianem wschodniej formy konia fiordzkiego, który pochodzi z Norwegii. Mniej więcej w XIX wieku rasę zaczęto eksportować do różnych części Europy, głównie do Wielkiej Brytanii i Belgii. Jednak Szwedzi, aby chronić populację, objęli ją ochroną i zapewnili zwierzętom odpowiednie warunki w lasach Lojsta.

## Budowa i umaszczenie
Kuce gotlandzkie nie są zbyt wysokie, ponieważ mierzą od 122 cm do 125 cm w kłębie. Pomimo niskiego wzrostu ich budowa jest muskularna, krzepka. Mają duży łeb, a także miękki i dosyć długi grzbiet oraz nisko osadzony ogon. Ich łopatki posiadają dość ostry kąt, co tłumaczy zdolność tych kuców do wyścigów w kłusie, lecz jednocześnie nie pozwala na pracę w wyciągniętym galopie. Kończyny mocne, a kopyta niezwykle solidne i twarde. Na początku dominującymi maściami tych kuców były bułane i wilcze, Natomiast obecnie najczęściej spotykane są gniade i kare.

## Charakter
Kuce gotlandzkie są zwierzętami silnymi, bystrymi oraz wytrzymałymi. Dzięki tym cechom szybko się uczą, a także wykazują się dużą energicznością. 

## Użytkowość
Użytkowanie kuców gotlandzkich od początku ich istnienia było i jest bardzo wszechstronne. Były używane jako zwierzęta juczne oraz do pracy w zaprzęgu, a także na roli. Obecnie wykorzystywane są w jeździectwie, do pracy z dziećmi i dorosłymi. Zwierzęta te, dzięki swej niezwykłej szybkości używane są w wyścigach kłusaków. Ponadto kuce gotlandzkie to świetne zwierzęta do pracy w hipoterapii.